# Nickelodeon Movies
Pour les articles homonymes, voir Nickelodeon.
 (février 2020).

Ancien logo de Nickelodeon Movies (1998–2000).

Ancien logo de Nickelodeon Movies (2000–2008).

Nickelodeon Movies est une branche de production de films de la chaîne Nickelodeon destinée aux enfants lancée en 1995. Le premier film fut Harriet l'espionne. Cette société produit des films diffusés sur la chaîne Nickelodeon, aussi bien que d'autres adaptations et projets originaux, la plupart de leur films sont sous des interdits à certains âges (G à PG, PG-13). Le 21 août 2006, Nickelodeon Movies et MTV Films deviennent des labels à part entière du groupe Paramount Pictures. Depuis 2020, Bob l'éponge, un personnage du Nicktoon du même nom, est la mascotte du studio, idem pour Nickelodeon lui-même et sa division animation.

## Liste de films produits
| Titre                                                                      | Date de sortie    | Compagnie(s) de production |
| -------------------------------------------------------------------------- | ----------------- | --- |
| Harriet la petite espionne                                                 | 10 juillet 1996   | Paramount / Rastar |
| Good Burger                                                                | 25 juillet 1997   | Paramount / Tollin/Robbins Productions |
| Les Razmoket, le film                                                      | 20 novembre 1998  | Paramount / Klasky Csupo |
| Jour blanc                                                                 | 11 février 2000   | Paramount / C.O.R.E. Digital Pictures |
| Les Razmoket à Paris, le film                                              | 17 novembre 2000  | Paramount / Klasky Csupo |
| Jimmy Neutron : Un garçon génial                                           | 21 décembre 2001  | Paramount / O Entertainment / DNA Productions                                                                                                  |
| Top chronos                                                                | 29 mars 2002      | Paramount / Valhalla Motion Pictures |
| Hé Arnold !, le film                                                       | 28 juin 2002      | Paramount / Snee-Oosh |
| La Famille Delajungle, le film                                             | 20 décembre 2002  | Paramount / Klasky Csupo |
| Les Razmoket rencontrent les Delajungle                                    | 13 juin 2003      | Paramount / Klasky Csupo |
| Bob l'éponge, le film                                                      | 19 novembre 2004  | Paramount / United Plankton Pictures |
| Les Désastreuses Aventures des orphelins Baudelaire                        | 17 décembre 2004  | Paramount / DreamWorks |
| Mad Hot Ballroom (distribution)                                            | 13 mai 2005       | Paramount Classics / Just One Productions |
| Une famille 2 en 1                                                         | 23 novembre 2005  | Paramount / Metro-Goldwyn-Mayer / Columbia |
| Super Nacho                                                                | 16 juin 2006      | Paramount /k Black & White Productions |
| La Ferme en folie                                                          | 4 août 2006       | Paramount / O Entertainment |
| Le Petit Monde de Charlotte                                                | 15 décembre 2006  | Paramount / Walden Media / The K Entertainment Company                                                                                         |
| Les Chroniques de Spiderwick                                               | 14 février 2008   | Paramount / The Kennedy/Marshall Company |
| Palace pour chiens                                                         | 16 janvier 2009   | DreamWorks / Cold Spring Pictures / Donners' Company / Montecito Picture Company                                                               |
| Le Journal intime de Georgia Nicolson                                      | 5 mars 2009       | Paramount |
| Dans ses rêves                                                             | 12 juin 2009      | Paramount / di Bonaventura Pictures |
| Le Dernier Maître de l'air                                                 | 2 juillet 2010    | Paramount / Blinding Edge Pictures / The Kennedy/Marshall Company                                                                              |
| Rango                                                                      | 4 mars 2011       | Paramount / GK Films / Blind Wink / Industrial Light and Magic                                                                                 |
| Les Aventures de Tintin : Le Secret de La Licorne (distribution)           | 9 décembre 2011   | Columbia Pictures / DreamWorks/ Amblin Entertainment / The Kennedy/Marshall Company / WingNut Films / Studios Hergé / Hemisphere Media Capital |
| Fun Size                                                                   | 19 octobre 2012   | Paramount / Anonymous Content / Fake Empire Productions                                                                                        |
| Ninja Turtles                                                              | 8 août 2014       | Platinum Dunes |
| Bob l'éponge, le film : Un héros sort de l'eau                             | 6 février 2015    | Paramount / United Plankton Pictures (en) / Paramount Animation                                                                                |
| Ninja Turtles 2                                                            | 27 mai 2016       | Platinum Dunes |
| Monster Cars                                                               | 13 janvier 2019   | Paramount Animation / Disruption Entertainment                                                                                                 |
| Le parc des merveilles                                                     | 8 mars 2019       | Ilion Animation Studios (en) / Paramount Animation                                                                                             |
| Dora et la Cité perdue                                                     | 2 août 2019       | Paramount Players, Walden Media et Nickelodeon Movies                                                                                          |
| Chaud devant !                                                             | 8 novembre 2019   | Paramount Players / Walden Media / Broken Road Productions                                                                                     |
| Bob l'éponge, le film : Éponge en eaux troubles                            | 14 août 2020      | United Plankton Pictures / Paramount Animation                                                                                                 |
| La Pat' Patrouille, le film                                                | 20 août 2021      | Paramount Pictures / Spin Master Entertainment                                                                                                 |
| Bienvenue chez les Loud : Le film                                          | 20 août 2021      | Top Draw Animation / BFI / Netflix |
| La J Team                                                                  | 3 septembre 2021  | JoJo Siwa Inc. / Paramount+ |
| Le Destin des Tortues Ninja : Le film                                      | 5 août 2022       | Netflix |
| Les aventures de Blue à New-York                                           | 18 novembre 2022  | 9 Story Media Group / Brown Bag Films / Boxel Animation / Line by Line Media / Paramount+                                                      |
| Fantasy Football                                                           | 25 novembre 2022  | SpringHill Company / NFL Films / Awesomeness Films / Genius Productions / Paramount+                                                           |
| Jour blanc                                                                 | 16 décembre 2022  | Muse Entertainment / Paramount+ |
| Zoé : Le mariage                                                           | 27 juillet 2023   | Awesomeness Films / Paramount+ |
| Ninja Turtles: Teenage Years (Teenage Mutant Ninja Turtles: Mutant Mayhem) | 4 août 2023       | Paramount Pictures / Point Grey Pictures / Image Comics                                                                                        |
| Halloween chez les Loud                                                    | 28 septembre 2023 | Nickelodeon Productions / Paramount+ |
| La Pat' Patrouille : La Super Patrouille, le film                          | 29 septembre 2023 | Paramount Pictures / Spin Master Entertainment                                                                                                 |
| Monster High 2                                                             | 5 octobre 2023    | Nickelodeon Productions / Mattel Television / Brightlight Pictures / Paramount+                                                                |
| Good Burger 2                                                              | 22 novembre 2023  | Awesomeness Films / Artists for Artists / Paramount+                                                                                           |
| Baby Shark : La grande aventure                                            | 8 décembre 2023   | Pinkfong / Paramount+ |
| Le Retour des Thunderman                                                   | 7 mars 2024       | Nickelodeon Productions / Paramount+ |
| Bienvenue chez les Casagrandes : Le film                                   | 22 mars 2024      | Netflix |
| Bienvenue chez les Loud : Espionner peut attendre                          | 21 juin 2024      | Paramount+ |
| S.O.S. Bikini Bottom : Une mission pour Sandy Écureuil                     | 2 août 2024       | Netflix |
| Henry Danger : Le film                                                     | 17 janvier 2025   | Nickelodeon Productions / Yes Yes Coffee / Paramount+                                                                                          |
| Plankton : Le film                                                         | 7 mars 2025       | Netflix |
| Dora à la recherche du Sol Dorado                                          | 2 juillet 2025    | Walsh Valdés Productions / Paramount+ |